# Wollert
Wollert är en del av en befolkad plats i Australien. Den ligger i kommunen Whittlesea och delstaten Victoria, omkring 26 kilometer norr om delstatshuvudstaden Melbourne. Antalet invånare är 509.
Runt Wollert är det tätbefolkat, med 947 invånare per kvadratkilometer.. Närmaste större samhälle är Reservoir, omkring 15 kilometer söder om Wollert. 
Trakten runt Wollert består till största delen av jordbruksmark. Genomsnittlig årsnederbörd är 1 244 millimeter. Den regnigaste månaden är juli, med i genomsnitt 140 mm nederbörd, och den torraste är januari, med 49 mm nederbörd.